# Tetrodontium repandum
Tetrodontium repandum là một loài rêu trong họ Tetraphidaceae. Loài này được (Funck) Schwägr. mô tả khoa học đầu tiên năm 1824.